# Championnat de Lettonie de football 2021
Navigation
Saison 2020 Saison 2022
La saison 2021 du championnat de Lettonie de football est la 30e édition de la première division lettone. Elle regroupe les neuf meilleurs clubs lettons au sein d'une poule unique où ils s'affrontent quatre fois durant la saison pour un total de 28 matchs chacun.
La compétition est remportée par le FK RFS qui décroche son premier titre de champion après deux places de deuxième les deux années précédentes. Ce titre lui permet de plus de compléter le doublé national après sa victoire en Coupe de Lettonie et de se qualifier pour le premier tour de qualification de la Ligue des champions 2022-2023. Le podium est complété par le Valmiera FC et le FK Liepāja tandis que le Riga FC, tenant du titre, termine quatrième. Ces trois équipes se qualifient chacune pour la Ligue Europa Conférence 2022-2023.
Au cours de la saison, deux des neufs clubs participants se retirent de la compétition, ceux-ci étant le FK Ventspils au cours du mois de juin 2021 suivi du Noah Jurmala un mois plus tard. De ce fait, aucune des sept équipes restantes n'est reléguée au terme de l'exercice.
Le titre de meilleur buteur revient quant à lui à Leonel Wamba du Spartaks Jurmala avec quatorze buts inscrits sur l'ensemble de la saison. Il est suivi par Raimonds Krollis et Ibrahima Sow qui ont marqué douze fois avec le Valmiera FC.

## Déroulement de la saison
La saison devait initialement se dérouler avec dix équipes, le nouveau club Noah Jurmala, né en janvier 2021 de tractations entre des propriétaires du club arménien du FC Noah et du Lokomotiv Daugavpils (champion de deuxième division), devait remplacer le club relégué de la saison passée, le FK Tukums 2000 en lieu et place du FC Lokomotiv Daugavpils. Le vice-champion de deuxième division, le FK Auda, avait également demandé une licence pour la première division, mais elle a été refusée par la fédération de Lettonie de football, tout comme pour le FK Jelgava, le 7e de la saison passée.
Un jour avant la reprise du championnat, le Noah Jurmala se voit également refuser une licence ; le championnat démarre donc avec huit clubs. Le 23 avril 2021, alors que cinq journées ont déjà été disputées, le Noah Jurmala est réintégré à la suite d'une décision du Tribunal arbitral du sport en avril 2021.
Le 11 juin 2021, le FK Ventspils est interdit de compétition européenne jusqu'à la saison 2027-2028 incluse à la suite d'une affaire de matchs truqués. Huit jours plus tard, le club se retire volontairement du championnat, l'ensemble de ses résultats étant alors annulés.
Le 23 juillet 2021, c'est au tour du Noah Jurmala d'annoncer son retrait de la compétition alors que le club a disputé treize rencontres. L'ensemble de ses matchs restants sont comptabilisés comme des défaites par forfait sur le score de 3-0.

## Participants
Légende des couleurs
- Premier tour de qualification de la Ligue des champions 2021-2022
- Premier tour de qualification de la Ligue Europa Conférence 2021-2022
- Promu de deuxième division 2020

| Club             | Présent depuis | Classement 2020 | Stade                      | Capacité |
| ---------------- | -------------- | --------------- | -------------------------- | -------- |
| Riga FC          | 2016           | 1er             | Skonto Stadion             | 9 500    |
| FK RFS           | 2016           | 2e              | NSB Arkādija               | 500      |
| Valmiera FC      | 2018           | 3e              | Stade J.Dalina             | 2 000    |
| FK Ventspils     | 1996           | 4e              | Olimpiskais-Stadion        | 3 200    |
| FK Liepāja       | 2014           | 5e              | Stade Daugava              | 5 100    |
| Spartaks Jurmala | 2012           | 6e              | Stade Slokas               | 2 800    |
| BFC Daugavpils   | 2019           | 8e              | Celtnieks Stadion          | 3 980    |
| FK Metta         | 2012           | 9e              | Hanzas vidusskolas laukums | 2 000    |
| Noah Jurmala     | 2021           | Fondation       | Stade Slokas               | 2 800    |

## Compétition
Le classement est calculé avec le barème de points suivant : une victoire vaut trois points, le match nul un. La défaite ne rapporte aucun point.
Critères de départage :
1. plus grand nombre de points ;
2. plus grand nombre de points en confrontations directes ;
3. plus grande différence de buts particulière
4. plus grande différence de buts générale ;
5. plus grand nombre de buts marqués ;
6. classement du fair-play ;
7. match d'appui.

### Classement
| Rang | Équipe              | Pts | J  | G  | N | P  | Bp | Bc | Diff |
| ---- | ------------------- | --- | -- | -- | - | -- | -- | -- | ---- |
| 1    | FK RFS C            | 66  | 28 | 20 | 6 | 2  | 65 | 22 | +43  |
| 2    | Valmiera FC         | 62  | 28 | 19 | 5 | 4  | 54 | 19 | +35  |
| 3    | FK Liepāja          | 51  | 28 | 16 | 3 | 9  | 47 | 26 | +21  |
| 4    | Riga FC T           | 50  | 28 | 14 | 8 | 6  | 54 | 26 | +28  |
| 5    | FK Spartaks Jurmala | 35  | 28 | 11 | 2 | 15 | 40 | 41 | -1   |
| 6    | BFC Daugavpils      | 32  | 28 | 9  | 5 | 14 | 37 | 53 | -16  |
| 7    | FK Metta            | 20  | 28 | 5  | 5 | 18 | 33 | 55 | -22  |
| 8    | FC Noah Jurmala     | 3   | 28 | 1  | 0 | 27 | 8  | 96 | -88  |
| 9    | FK Ventspils        | 0   | 0  | 0  | 0 | 0  | 0  | 0  | 0    |

|  | Qualification pour le premier tour de qualification de la Ligue des champions 2022-2023       |
|  | Qualification pour le deuxième tour de qualification de la Ligue Europa Conférence 2022-2023  |
|  | Qualification pour le premier tour de qualification de la Ligue Europa Conférence 2022-2023   |
|  | Retrait de la compétition                                                                     |
|  | T : Tenant du titre C : Vainqueur de la Coupe de Lettonie 2021 P : Promu de deuxième division |

### Résultats
| Résultats (▼dom., ►ext.)                                   | DAU | LIE | MET | NOA | RIG | RFS | SPJ | VAL | VEN |
| BFC Daugavpils                                             |     | 0-1 | 3-2 | 1-2 | 1-1 | 0-3 | 2-1 | 1-2 |     |
| FK Liepāja                                                 | 0-0 |     | 4-1 | 3-0 | 0-2 | 1-2 | 1-2 | 1-2 |     |
| FK Metta                                                   | 0-1 | 0-3 |     | 7-0 | 1-1 | 3-3 | 2-0 | 1-1 |     |
| FC Noah Jurmala                                            | 1-4 | 0-5 | 0-3 |     | 0-7 | 0-3 | 0-5 | 0-3 |     |
| Riga FC                                                    | 4-0 | 4-1 | 3-0 | 3-0 |     | 0-3 | 6-1 | 1-0 |     |
| FK RFS                                                     | 2-1 | 4-0 | 3-0 | 3-0 | 3-1 |     | 1-0 | 2-3 |     |
| FK Spartaks Jurmala                                        | 2-0 | 1-2 | 1-0 | 1-0 | 2-3 | 0-1 |     | 1-0 |     |
| Valmiera FC                                                | 2-2 | 1-0 | 2-0 | 2-0 | 2-1 | 0-1 | 2-0 |     |     |
| FK Ventspils                                               |     |     |     |     |     |     |     |     |     |
| - Victoire à domicile - Match nul - Victoire à l'extérieur |     |     |     |     |     |     |     |     |     |

| Résultats (▼dom., ►ext.)                                   | DAU | LIE | MET | NOA | RIG | RFS | SPJ | VAL | VEN |
| BFC Daugavpils                                             |     | 1-1 | 3-1 | 3-0 | 3-0 | 0-2 | 3-0 | 1-5 |     |
| FK Liepāja                                                 | 3-1 |     | 2-0 | 3-0 | 1-0 | 1-1 | 3-0 | 2-1 |     |
| FK Metta                                                   | 2-2 | 0-3 |     | 3-0 | 0-1 | 2-5 | 0-3 | 0-4 |     |
| FC Noah Jurmala                                            | 0-3 | 0-3 | 0-3 |     | 0-3 | 0-3 | 0-3 | 0-3 |     |
| Riga FC                                                    | 7-1 | 0-1 | 1-1 | 2-1 |     | 1-1 | 2-1 | 0-0 |     |
| FK RFS                                                     | 2-0 | 2-1 | 4-1 | 5-0 | 0-0 |     | 1-1 | 1-2 |     |
| FK Spartaks Jurmala                                        | 3-0 | 0-1 | 1-0 | 3-0 | 1-1 | 1-2 |     | 1-4 |     |
| Valmiera FC                                                | 4-0 | 1-0 | 1-0 | 3-0 | 1-1 | 1-1 | 2-1 |     |     |
| FK Ventspils                                               |     |     |     |     |     |     |     |     |     |
| - Victoire à domicile - Match nul - Victoire à l'extérieur |     |     |     |     |     |     |     |     |     |